# Обердорф (Лотарингия)
Обердо́рф (фр. Oberdorff) — коммуна во французском департаменте Мозель региона Лотарингия. Относится к кантону Бузонвиль.

## Географическое положение
Коммуна Обердорф расположена в 35 км к северо-востоку от Меца. Соседние коммуны: Шато-Руж и Вёльфлен-ле-Бузонвиль на севере, Бервиллер-ан-Мозель на востоке, Ремерен на юго-востоке, Тромборн на юге, Бреттнаш на юго-западе, Альзен на западе, Бузонвиль на северо-западе.

## История
- Коммуна бывшего герцогства Лотарингия, домен аббатства Сен-Круа в Риттеле сеньората де Берю.

## Демография
По переписи 2008 года в коммуне проживало 362 человека.

## Достопримечательности
- Церковь Сен-Мартен XVIII века в местечке Оденован.